# Robot suiveur de ligne

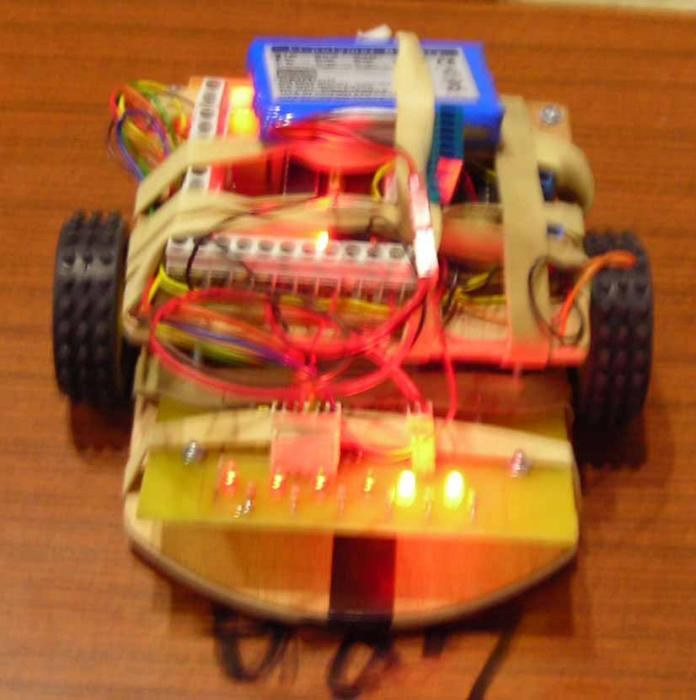
Robot mefi te des 62 présent lors du Tournoi national de robots en 2008

Un robot suiveur de ligne est un robot qui a pour but de suivre sa ligne à l’aide des capteurs infrarouges. Il est très utilisé dans les différents applications dans le domaine industriel. Par exemple, on peut le trouver dans les stocks pour déplacer des produits qui ont un grand poids. Les avantages d’un robot suiveur de ligne sont une bonne fiabilité mécanique, un faible coût et une simplicité de fabrication.
Ces robots ne sont pas seulement des robots qui servent lors de tournois, mais servent aussi  dans les transports en commun (bus sans chauffeur).

## Tournois et concours
Il n'existe plus qu'une seule compétition de robots suiveurs de ligne en France : 
- Le tournoi national de robotique qui est à la base un tournoi de robot mini sumo autonome, ce tournoi est ouvert à tous.

La coupe de France de robotique des IUT proposait une compétition de robot suiveur de ligne de 2002 à 2010.